# Collegio di Bury St Edmunds
Bury St Edmunds è stato un collegio elettorale situato nel Suffolk, nell'Est dell'Inghilterra, e rappresentato alla Camera dei comuni del Parlamento del Regno Unito. Eleggeva un membro del parlamento con il sistema first-past-the-post, ossia maggioritario a turno unico; il collegio è stato abolito in occasione della revisione periodica del 2024.

## Estensione
- 1918-1950: il Municipal Borough di Bury St Edmunds, il distretto urbano di Newmarket, i distretti rurali di Brandon, Mildenhall e Thedwastre, e parti dei distretti rurali di Moulton e Thingoe.
- 1950-1983: il Municipal Borough di Bury St Edmunds, i distretti urbani di Haverhill e Newmarket e i distretti rurali di Clare, Mildenhall, Thedwastre e Thingoe.
- 1983-1997: i ward del Borough di St Edmundsbury di Abbeygate, Barningham, Barrow, Chevington, Eastgate, Fornham, Great Barton, Honington, Horringer, Ixworth, Northgate, Pakenham, Risby, Risbygate, Rougham, St Olave's, Sextons, Southgate, Stanton, Westgate e Whelnetham, e il distretto di Forest Heath.
- 1997-2010: i ward del Borough di St Edmundsbury di Abbeygate, Eastgate, Fornham, Great Barton, Horringer Court, Northgate, Pakenham, Risbygate, Rougham, St Olave's, Sextons, Southgate, Westgate e Whelnetham, e i ward del distretto di Mid Suffolk di Badwell Ash, Elmswell, Gislingham, Haughley and Wetherden, Needham Market, Norton, Onehouse, Rattlesden, Rickinghall, Ringshall, Stowmarket Central, Stowmarket North, Stowmarket South, Stowupland, Thurston, Walsham-le-Willows e Woolpit.
- 2010-2024: i ward del Borough di St Edmundsbury di Abbeygate, Eastgate, Fornham, Great Barton, Horringer and Whelnetham, Minden, Moreton Hall, Northgate, Pakenham, Risbygate, Rougham, St Olave's, Southgate e Westgate, e i ward del distretto di Mid Suffolk di Bacton and Old Newton, Badwell Ash, Elmswell and Norton, Gislingham, Haughley and Wetherden, Needham Market, Onehouse, Rattlesden, Rickinghall and Walsham, Ringshall, Stowmarket Central, Stowmarket North, Stowmarket South, Stowupland, Thurston and Hessett e Woolpit.

Il collegio comprendeva le città di Bury St Edmunds, Stowmarket e Needham Market; la sua estensione non coincideva con quella del Borough di St Edmundsbury, che include anche Haverhill (parte del collegio di West Suffolk) e non comprende Stowmarket e Needham Market.

## Membri del parlamento dal 1885
| Elezione | Elezione               | Deputato         | Partito          |
| -------- | ---------------------- | ---------------- | ---------------- |
|          | 1885                   | Francis Hervey   | Conservatore     |
| 1892 (S) | Henry Cadogan          |                  | Conservatore     |
| 1900     | Edward Greene          |                  | Conservatore     |
| 1906     | Frederick Hervey       |                  | Conservatore     |
| 1907 (S) | Walter Guinness        |                  | Conservatore     |
| 1931     | Frank Heilgers         |                  | Conservatore     |
| 1944 (S) | Edgar Keatinge         |                  | Conservatore     |
| 1945     | Geoffrey Clifton-Brown |                  | Conservatore     |
| 1950     | William Aitken         |                  | Conservatore     |
| 1964     | Eldon Griffiths        |                  | Conservatore     |
| 1992     | Richard Spring         |                  | Conservatore     |
| 1997     | David Ruffley          |                  | Conservatore     |
| 2015     | Jo Churchill           |                  | Conservatore     |
|          | 2024                   | Collegio abolito | Collegio abolito |

## Elezioni

### Elezioni negli anni 2010
| Partito                    | Partito                                   | Candidato                  | Risultati 12 dicembre 2019 | Risultati 12 dicembre 2019 |
| Partito                    | Partito                                   | Candidato                  | Voti                       | %                          |
| -------------------------- | ----------------------------------------- | -------------------------- | -------------------------- | -------------------------- |
|                            | Conservatore                              | Jo Churchill               | 37 770                     | 60,96                      |
|                            | Laburista                                 | Cliff Waterman             | 12 782                     | 20,63                      |
|                            | Verdi                                     | Helen Geake                | 9 711                      | 15,67                      |
|                            | Indipendente                              | Paul Hopfensperger         | 1 694                      | 2,73                       |
|                            |                                           |                            |                            |                            |
| Iscritti                   | Iscritti                                  | Iscritti                   | 89 644                     | 100,00                     |
| ↳ Votanti (% su iscritti)  | ↳ Votanti (% su iscritti)                 | ↳ Votanti (% su iscritti)  | 61 957                     | 69,11                      |
| ↳ Astenuti (% su iscritti) | ↳ Astenuti (% su iscritti)                | ↳ Astenuti (% su iscritti) | 27 687                     | 30,89                      |
|                            |                                           |                            |                            |                            |
|                            | Esito: collegio confermato a Conservatore |                            |                            |                            |

| Partito                    | Partito                                   | Candidato                  | Risultati 8 giugno 2017 | Risultati 8 giugno 2017 |
| Partito                    | Partito                                   | Candidato                  | Voti                    | %                       |
| -------------------------- | ----------------------------------------- | -------------------------- | ----------------------- | ----------------------- |
|                            | Conservatore                              | Jo Churchill               | 36 794                  | 59,19                   |
|                            | Laburista                                 | William Edwards            | 18 353                  | 29,53                   |
|                            | Lib Dem                                   | Helen Korfanty             | 3 565                   | 5,74                    |
|                            | Verdi                                     | Helen Geake                | 2 596                   | 4,18                    |
|                            | Indipendente                              | Liam Byrne                 | 852                     | 1,37                    |
|                            |                                           |                            |                         |                         |
| Iscritti                   | Iscritti                                  | Iscritti                   | 87 796                  | 100,00                  |
| ↳ Votanti (% su iscritti)  | ↳ Votanti (% su iscritti)                 | ↳ Votanti (% su iscritti)  | 62 160                  | 70,80                   |
| ↳ Astenuti (% su iscritti) | ↳ Astenuti (% su iscritti)                | ↳ Astenuti (% su iscritti) | 25 636                  | 29,20                   |
|                            |                                           |                            |                         |                         |
|                            | Esito: collegio confermato a Conservatore |                            |                         |                         |

| Partito                    | Partito                                   | Candidato                  | Risultati 7 maggio 2015 | Risultati 7 maggio 2015 |
| Partito                    | Partito                                   | Candidato                  | Voti                    | %                       |
| -------------------------- | ----------------------------------------- | -------------------------- | ----------------------- | ----------------------- |
|                            | Conservatore                              | Jo Churchill               | 31 815                  | 53,61                   |
|                            | Laburista                                 | William Edwards            | 10 514                  | 17,72                   |
|                            | UKIP                                      | John Howlett               | 8 739                   | 14,73                   |
|                            | Verdi                                     | Helen Geake                | 4 692                   | 7,91                    |
|                            | Lib Dem                                   | David Chappell             | 3 581                   | 6,03                    |
|                            |                                           |                            |                         |                         |
| Iscritti                   | Iscritti                                  | Iscritti                   | 86 001                  | 100,00                  |
| ↳ Votanti (% su iscritti)  | ↳ Votanti (% su iscritti)                 | ↳ Votanti (% su iscritti)  | 59 341                  | 69,00                   |
| ↳ Astenuti (% su iscritti) | ↳ Astenuti (% su iscritti)                | ↳ Astenuti (% su iscritti) | 26 660                  | 31,00                   |
|                            |                                           |                            |                         |                         |
|                            | Esito: collegio confermato a Conservatore |                            |                         |                         |

| Partito                    | Partito                                   | Candidato                  | Risultati 6 maggio 2010 | Risultati 6 maggio 2010 |
| Partito                    | Partito                                   | Candidato                  | Voti                    | %                       |
| -------------------------- | ----------------------------------------- | -------------------------- | ----------------------- | ----------------------- |
|                            | Conservatore                              | David Ruffley              | 27 899                  | 47,51                   |
|                            | Lib Dem                                   | David Chappell             | 15 519                  | 26,43                   |
|                            | Laburista                                 | Kevin Hind                 | 9 776                   | 16,65                   |
|                            | UKIP                                      | John Howlett               | 3 003                   | 5,11                    |
|                            | Verdi                                     | Mark Ereira-Guyer          | 2 521                   | 4,29                    |
|                            |                                           |                            |                         |                         |
| Iscritti                   | Iscritti                                  | Iscritti                   | 84 730                  | 100,00                  |
| ↳ Votanti (% su iscritti)  | ↳ Votanti (% su iscritti)                 | ↳ Votanti (% su iscritti)  | 58 718                  | 69,30                   |
| ↳ Astenuti (% su iscritti) | ↳ Astenuti (% su iscritti)                | ↳ Astenuti (% su iscritti) | 26 012                  | 30,70                   |
|                            |                                           |                            |                         |                         |
|                            | Esito: collegio confermato a Conservatore |                            |                         |                         |

### Elezioni negli anni 2000
| Partito                    | Partito                                   | Candidato                  | Risultati 5 maggio 2005 | Risultati 5 maggio 2005 |
| Partito                    | Partito                                   | Candidato                  | Voti                    | %                       |
| -------------------------- | ----------------------------------------- | -------------------------- | ----------------------- | ----------------------- |
|                            | Conservatore                              | David Ruffley              | 24 332                  | 46,24                   |
|                            | Laburista                                 | David Monaghan             | 14 402                  | 27,37                   |
|                            | Lib Dem                                   | David Chappell             | 10 423                  | 19,81                   |
|                            | UKIP                                      | John Howlett               | 1 859                   | 3,53                    |
|                            | Verdi                                     | Graham Manning             | 1 603                   | 3,05                    |
|                            |                                           |                            |                         |                         |
| Iscritti                   | Iscritti                                  | Iscritti                   | 79 605                  | 100,00                  |
| ↳ Votanti (% su iscritti)  | ↳ Votanti (% su iscritti)                 | ↳ Votanti (% su iscritti)  | 52 619                  | 66,10                   |
| ↳ Astenuti (% su iscritti) | ↳ Astenuti (% su iscritti)                | ↳ Astenuti (% su iscritti) | 26 986                  | 33,90                   |
|                            |                                           |                            |                         |                         |
|                            | Esito: collegio confermato a Conservatore |                            |                         |                         |

| Partito                    | Partito                                   | Candidato                  | Risultati 7 giugno 2001 | Risultati 7 giugno 2001 |
| Partito                    | Partito                                   | Candidato                  | Voti                    | %                       |
| -------------------------- | ----------------------------------------- | -------------------------- | ----------------------- | ----------------------- |
|                            | Conservatore                              | David Ruffley              | 21 850                  | 43,48                   |
|                            | Laburista                                 | Mark Ereira-Guyer          | 19 347                  | 38,50                   |
|                            | Lib Dem                                   | Richard Williams           | 6 998                   | 13,92                   |
|                            | UKIP                                      | John Howlett               | 831                     | 1,65                    |
|                            | Indipendente                              | Michael Brundle            | 651                     | 1,30                    |
|                            | Laburista Socialista                      | Michael Benwell            | 580                     | 1,15                    |
|                            |                                           |                            |                         |                         |
| Iscritti                   | Iscritti                                  | Iscritti                   | 76 146                  | 100,00                  |
| ↳ Votanti (% su iscritti)  | ↳ Votanti (% su iscritti)                 | ↳ Votanti (% su iscritti)  | 50 257                  | 66,00                   |
| ↳ Astenuti (% su iscritti) | ↳ Astenuti (% su iscritti)                | ↳ Astenuti (% su iscritti) | 25 889                  | 34,00                   |
|                            |                                           |                            |                         |                         |
|                            | Esito: collegio confermato a Conservatore |                            |                         |                         |

## Risultati dei referendum

### Referendum sulla permanenza del Regno Unito nell'Unione europea del 2016
|             | Collegio        | Lasciare UE % | Rimanere in UE % |
| ----------- | --------------- | ------------- | ---------------- |
|             | Bury St Edmunds | 53,7%         | 46,3%            |
| Inghilterra | 53,3%           | 46,7%         |                  |
| Regno Unito | 51,9%           | 48,1%         |                  |